# Grandeur (parti politique bulgare)
Pour les articles homonymes, voir Grandeur.
Grandeur (en bulgare : Величие) est un parti politique bulgare fondé en 2023, en lien étroit avec l'homme d'affaires bulgare Ivelin Mihaylov. Le parti a pris ancrage dans la municipalité de Vetrino avant d'obtenir une représentation parlementaire à la suite des élections parlementaires bulgares de 2024.

## Histoire

### Fondation
Grandeur a été fondé à l’été 2023 dans la municipalité de Vetrino, le fondateur étant Ivelin Mihaylov. Dans une interview accordée à Radio Free Europe, Mihaylov a raconté que le parti avait été fondé par des habitants de Vetrino en réponse au projet de construction d'un site de production d'énergie éolienne dans la municipalité, Mihaylov aidant à l'organisation des structures du parti.
Le parti a participé aux élections locales bulgares de 2023, où il a obtenu 40,51 % des voix dans la municipalité de Vetrino.
En avril 2024, le leader de Grandeur, Nikolay Markov, a annoncé que le parti participerait aux élections législatives anticipées et aux élections au Parlement européen. Viktoria Vassileva, ancienne députée de l'Union des forces démocratiques puis de Il existe un tel peuple, participe également aux travaux du parti Grandeur. Elle était tête de liste du parti régional de Sofia aux élections de 2024.
Bien qu'il n'apparaisse pas dans la plupart des sondages d'opinion, Grandeur a dépassé le seuil électoral de 4 % pour les élections législatives et a remporté 13 sièges à l'Assemblée nationale, s'appuyant sur une campagne performante sur les réseaux sociaux,. Le jour du scrutin, la direction du parti a semblé laisser entendre que le vote avait été truqué en défaveur du parti. En outre, ils ont attaqué les agences sociologiques pour ce qu’ils percevaient comme une omission intentionnelle du parti dans les sondages d’opinion.

### Activité parlementaire
Grandeur dispose de 13 sièges au début de la 50e Assemblée nationale, Nikolay Markov ayant été choisi comme président du groupe parlementaire.

## Idéologie
Selon Nikolaï Markov, les principaux objectifs du parti sont de promouvoir les investissements bulgares dans le pays, d'accélérer l'achèvement de la centrale nucléaire de Belene et de porter la lutte contre le crime organisé dans le pays au niveau européen. Markov a également souligné le fait d'empêcher la participation de la Bulgarie au conflit militaire en Ukraine, en suspendant les possibilités juridiques d'une telle intervention militaire.

## Résultats électoraux

### Assemblée nationale
| Élection | Sièges   | Votes  | %    | Rang | Gouvernement |
| -------- | -------- | ------ | ---- | ---- | ------------ |
| 06/2024  | 13 / 240 | 99 862 | 4,52 | 7e   | Aucun        |
| 10/2024  | 10 / 240 | 97 497 | 3,87 | 9e   | Opposition   |

### Parlement européen
| Élection | Sièges | Votes  | %    | Rang |
| -------- | ------ | ------ | ---- | ---- |
| 2024     | 0 / 17 | 81 955 | 4,07 | 7e   |